# Cassie Sandsmark
Cassandra "Cassie" Sandsmark, alias Wonder Girl, è un personaggio immaginario, una supereroina DC Comics. Creata da John Byrne, e comparsa per la prima volta in Wonder Woman vol. 2 n. 105 (gennaio 1996), è la figlia mezza umana di Zeus.

## Storia di pubblicazione
Inizialmente, Cassandra Sandsmark comparve come membro di supporto in Wonder Woman. Comparve poi come parte di un complesso in Young Justice e Teen Titans. Comparve in ruoli di supporto in 52, Supergirl e nel rilancio della serie Wonder Woman del 2006. Nel settembre 2007 comparve nella serie limitata in sei numeri Wonder Girl: Champion, scritto da J. Torres e illustrato da Sanford Greene.

## Biografia del personaggio
Cassandra è il terzo personaggio ad adottare il nome in codice di Wonder Girl; la seconda fu Donna Troy, dopo le storie della giovane Wonder Woman sotto l'alias di Wonder Girl. Cassandra è la figlia della dottoressa Helena Sandsmark (una nota archeologa con cui Wonder Woman ha lavorato) e del dio greco Zeus. Durante un combattimento contro un clone di Doomsday e un altro con Decay, si creò un costume e utilizzò magici artefatti (i sandali di Ermes e i bracciali di Atlante) per aiutare Wonder Woman, con terrore di sua madre. Più avanti, Cassandra ebbe l'opportunità di chiedere a Zeus un dono, e chiese veri super poteri. Zeus acconsentì alla richiesta, Cassandra ottenne super forza, super velocità, la capacità di volare, invulnerabilità e dei super sensi. Cassandra realizzò il suo sogno diventando l'allieva della potente Wonder Woman.

### Young Justice
Cassie idolatrò fortemente Donna Troy, la Wonder Girl originale, e per quell'effetto indossò una parrucca nera sui capelli biondi naturali (e la aiutò anche a celare la sua identità). Donna diede a Cassie il secondo costume che indossò come Wonder Girl, ma la ragazza aveva paura di indossarlo perché non voleva che si rovinasse. Fu addestrata da Artemide, l'ex controfigura di Wonder Woman. Come Wonder Girl, Cassie si unì alla Young Justice a causa della sua cotta per Superboy. Divenne molto amica di Arrowette, Secret ed Empress. Durante il suo periodo con il gruppo, il dio oscuro Oblivion fece sì che il Wonder Dome di Wonder Woman distruggesse Gateway City. Artemide ordinò a Cassie di aiutare a controllare la folla invece di perdere tempo provando a mascherarsi da Wonder Girl. D'accordo con lei, Cassie rivelò la sua identità segreta davanti alle telecamere dei telegiornali per la prima volta nella sua carriera eroica. Verso la fine della serie Young Justice, Cassie divenne leader del gruppo, dopo aver sconfitto Robin in un combattimento per il comando. La sua identità segreta fu di nuovo rivelata pubblicamente quando la seconda Silver Swan la attaccò a scuola.
La Young Justice si sciolse dopo gli eventi di Graduation Day, un crossover con Titans. Durante questi eventi, Optitron offrì di finanziare sia i Titans che la Young Justice. Donna Troy fu uccisa da un androide Superman malvagio, lasciando Cassie scossa e portando allo scioglimento di entrambe le squadre.

### Teen Titans
Cassie si unì poi ad alcuni ex membri della Young Justice nella nuova incarnazione dei Teen Titans. Poco prima, le fu regalato un lazzo magico da Ares, il dio greco della guerra e frequente nemico di Wonder Woman e delle Amazzoni. Nonostante somigliasse molto al leggendario lazzo di Wonder Woman, questo scaricava il fulmine di Zeus quando Cassie si trovava sotto rabbia. Nel corso della serie, Ares comparve varie volte per avvertire Cassie della "guerra imminente". Durante il suo periodo con i Titans, Cassie ebbe una relazione con Superboy, per cui nutrì forti sentimenti prima e durante Young Justice.
In "Titans Tomorrow", i Titans vengono lanciati dieci anni avanti nel futuro, dove incontrano le loro versioni adulte. In questo futuro, Cassie ereditò il mantello di Wonder Woman dopo che Diana rimase uccisa durante "la Crisi". Ci fu anche un riferimento alla "campionessa di Ares" ed era ancora legata sentimentalmente a Conner Kent (Superboy). Non fu rivelato però se erano sposati o solo fidanzati.
Fu durante questo periodo con i Titans che si scoprì che era la figlia di Zeus, un fatto che sia Zeus che sua madre tennero segreto per la maggior parte della sua vita: a Cassie fu detto che il suo padre biologico era morto. Wonder Woman venne a sapere del legame che la ragazza aveva con Zeus, ma anche lei lo tenne segreto su richiesta di sua madre. In "The Insider" fu picchiata da Superboy sotto controllo di Lex Luthor, e anche se la giovane ne uscì guarita, Superboy si recluse nella fattoria dei Kent a Smallville, e sembrò esservi tensione nella loro relazione fino agli eventi di Crisi infinita.

### Crisi infinita
Durante una battaglia contro Brother Blood|Fratello Sangue e una manciata di Titans zombie, Cassie cominciò a notare che i suoi poteri fluttuavano e che di quando in quando scomparivano del tutto. Nonostante ciò, Cassie tentò di salvare Superboy dopo che questo fu picchiato fin quasi alla morte da Superboy-Prime. Dopo averlo salvato, Wonder Girl e i Titans si infiltrarono in uno dei laboratori della LexCorp per trovare una cura per Kon-El. Mentre gli altri Titans volarono verso Blüdhaven per fermare un attacco dalla Società, Cassie rimase alla Titans Tower per vegliare su Superboy. Quando si svegliò, il duo si parlò e ricordò insieme il tempo passato nella Young Justice, che sembrava molto più felice e semplice. Quindi, Conner portò Cassie a Smallville, e, temendo che potesse essere la loro ultima notte insieme, consumarono il loro amore.
Ares ricomparve a Cassie, e la informò che la ragione dietro l'indebolimento dei suoi poteri era perché Zeus se li era ripresi e aveva abbandonato il piano mortale. Quindi, Ares offrì a Cassie alcuni dei suoi poteri se lei fosse diventata il suo campione e lo avesse riconosciuto come suo fratello. Cassie si unì a Superboy e a Nightwing in direzione nord, con i poteri ricostituiti, per assisterli nell'assalto alla torre di Lex Luthor. Superboy si sacrificò per sconfiggere Superboy-Prime e distruggere la Torre, e poi morì.

### Il Culto di Conner
Direttamente dopo la Crisi infinita, i Teen Titans si sciolsero. Cassie, sentendosi abbandonata dai suoi migliori amici, lasciò i Titans durante l'anno in cui ebbe luogo 52, dopo la partenza di Robin. Cassie fu coinvolta in un culto fortemente influenzato dalla cultura Kryptoniana. Creò un altare nella Titans Tower con dei cristalli Kryptoniani ed una figura dorata con il simbolo di Superman, che in kryptoniano significa "speranza". Qualche tempo dopo, fu avvicinata da Ralph Dibny perché qualcuno imbrattò la tomba di sua moglie Sue con lo stesso simbolo, però capovolto, che in kryptoniano significa "resurrezione".
Circa cinque giorni dopo, Cassie e i suoi compagni del culto si incontrarono con Ralph. La ragazza menzionò che fu un altro membro, Dev-Em, a farla entrare nel gruppo: Cassie spiegò che l'obiettivo del culto era di riportare in vita Superboy, e che come prova, avrebbero provato a resuscitare Sue Dibny. Cassie e Ralph andarono ad una cerimonia designata per la resurrezione di Sue, ma Ralph divenne sospettoso e con l'aiuto di altri supereroi, disturbò l'evento, distruggendo la kryptonite, essenziale per la cerimonia. Cassie se ne andò con Dev-Em, incolpando Ralph di aver distrutto la sua unica occasione di riportare in vita Superboy. Dopo aver fermato il Mago del Tempo a Metropolis, Cassie incontrò Supernova e si riferì incorrettamente a lui come Kon-El, e che in realtà si rivelò essere Booster Gold mascherato.

### Un Anno Dopo
Durante "Un Anno Dopo", si vide Wonder Girl tentare di fermare Gemini della Confraternita del Male dal fuggire dai Laboratori S.T.A.R. con tecnologia di valore, rivelando che stava sorvegliando la Confraternita da qualche tempo. Mostrò anche un costume influenzato da quello del defunto Superboy. Ora indossava una t-shirt in stile Wonder Woman della Golden Age e un paio di jeans.
Si riunì temporaneamente alla squadra sotto consiglio di Cyborg così che potesse unire le forze ai suoi compagni e fermare la Confraternita del Male. Dopo che i Teen Titans e la Doom Patrol sconfissero la Confraternita, decise di rimanere definitivamente con la squadra. Quando andò a informare Robin della sua decisione, scoprì il tentativo segreto e infruttuoso del ragazzo di riportare in vita Superboy. Anche se era ossessionata dall'avere indietro Conner, Cassie reagì terrorizzata e nel tentativo di calmare la rabbia di Robin verso di lei, si baciarono. Per un po' i due si rifiutarono di parlare dell'incidente fino a giungere all'ammettere insieme che si trattò di un errore, ma entrambi ne discussero con altri. Con la sua vita in scompiglio, Cassie ebbe difficoltà nella sua vita personale, avendo sempre più spesso degli scontri con sua madre. Creò però una nuova amicizia con Supergirl, Kara Zor-El tornata di recente, che condivise con lei il lutto per la perdita di Superboy e dell'Isola Paradiso.
Cassie fu anche furiosa verso Wonder Woman dopo gli eventi di Crisi infinita a causa della sua convinzione che la supereroina l'avesse abbandonata dopo la morte di Conner per adottare il ruolo di agente segreto che Batman creò per lei dopo la Crisi. Non le piacque anche sapere che Robin era a conoscenza degli affari di Diana durante l'anno seguente alla Crisi e che non l'avesse informata in proposito. Diana e Cassie non riuscirono a discutere delle loro passate differenze, portando così Cassie a rivolgersi a Supergirl e a Donna Troy come supporto emotivo per la perdita di Conner.
Dopo la resurrezione di Jericho per mano di Raven, Wonder Girl e Robin chiesero alla loro compagna di utilizzare la stessa cerimonia per resuscitare Superboy. Raven spiegò loro con calma che non era possibile, perché la resurrezione di Jericho fu un caso particolare: l'anima di Jericho era ancora sulla Terra, imprigionata dentro un disco da computer, mentre quella di Conner passò nell'aldilà. Nel mezzo di questa conversazione con Robin e Raven, Wonder Girl fu catturata dai Titans East di Deathstroke dopo un attacco di Inertia e Match. Ogni membro dei Titans East fu reclutato per negare un particolare Titan. Deathstroke selezionò Match, un clone simil-Bizzarro di Superboy per confrontarsi con Wonder Girl a causa della sua forza e le sue sembianze sfigurate come fattore psicologico contro di lei.
I Titans si batterono furiosamente contro i Titans East, e nel mezzo dello scontro riuscirono a convincere Batgirl e Duela Dent a cambiare lato. Sfortunatamente la squadra venne sconfitta dal gruppo di Slade una seconda volta. Tuttavia, Raven, Cyborg e Duela Dent riuscirono a ricevere un aiuto da Nightwing, Donna Troy, Beast Boy e Flash (Bart Allen). Insieme, i Titans sconfissero Slade, che insieme ad Inertia, riuscì a fuggire. Durante il confronto, Jericho si impossessò di Match, e successivamente la squadra fu riluttante a lasciare Match libero a causa del pericolo che rappresentava.
Nella serie limitata Countdown, Cassie partecipò al funerale di Bart Allen e durante un animato e controverso elogio, giurò vendetta per la morte del suo amico.
Cassie fu partecipe dell'attacco delle Amazzoni a Washington D.C.. Supergirl e Wonder Girl scoprirono che i loro amici e famigliari furono internati in un campo a causa dei loro collegamenti con le Amazzoni. Dopo un tentativo fallito di aiuto, le due eroine accettarono di portare il Presidente degli Stati Uniti dalla Regina Ippolita al fine di terminare la guerra. Nel fare ciò, furono aggredite da un gruppo di Amazzoni, cosa che causò il ferimento mortale del Presidente. Le azioni delle Amazzoni e il coinvolgimento di Wonder Girl causò la protesta pubblica di tutti coloro che seguirono le orme di Wonder Woman. Infine, Cassie dichiarò che nonostante il suo addestramento e il suo passato, ella non era un'Amazzone, preferendo il suo collegamento ai Teen Titans piuttosto che alle sorelle guerriere. Accettando la sua decisione, Artemide le augurò ogni bene e lasciò la ragazza ai suoi dispositivi. Wonder Girl celebrò baciando una seconda volta Robin di fronte ai loro compagni.
Nei mesi che seguirono al bacio, Cassie e Tim continuarono nei loro momenti "lo faranno/non lo faranno" in cui entrambi continuarono a domandarsi la validità della loro relazione. Quindi seguì una battaglia contro un'armata di Titans del futuro, dopo di cui decisero di uscire insieme. Sfortunatamente, la loro relazione ebbe breve durata, poiché dopo il loro primo appuntamento Cassie vi mise fine, perché sentiva di stare usando il ragazzo. Questa scelta creò una certa animosità tra il duo, che cominciò a dilagare anche nelle loro relazioni con gli altri Titans.

### Wonder Girl
Recentemente, Wonde Girl comparve in una miniserie omonima di sei numeri scritta da J. Torres e con illustrazioni e copertine di Sanford Greene e Nathan Massengill. In questa serie, Wonder Girl tenta di rimediare agli errori commessi dalle Amazzoni al posto suo. Cassie adottò così un'identità segreta, con il soprannome di “Drusilla” (lo stesso nome utilizzato dalla Wonder Girl nella serie televisiva degli anni '70). Tuttavia, mentre tentava di acciuffare un gruppo di mostri mistici lasciati indietro dopo l'attacco delle Amazzoni, dovette confrontarsi con il suo mezzo fratello Ercole, che affermò di volerla aiutarla a diventare una campionessa degli dei e ricostruire l'Olimpo. Cassie era riluttante ad aiutarlo, ma lui persistendo nell'inseguirla, prese la forma di Superboy apposta per avere la sua attenzione.
Insieme, Ercole e Cassie cercarono di scoprire chi stava attaccando gli dei dell'Olimpo rimasti, e presto nella loro ricerca furono attaccati dalle Furie Femminili. Ercole riuscì a fermare lo scontro spiegando che si dovevano alleare con loro nella speranza di aiutare gli dei, o, se avessero fallito, ricostituire un nuovo Pantheon con loro. Le Furie avevano i propri piani e decisero di utilizzare Ercole per arrivare a Wonder Girl. Poco tempo dopo, le Furie tradirono Ercole, Bloody Mary utilizzò il suo morso per rubargli i poteri, costringendolo a dare alle Furie ciò che volevano. Quindi rapirono la madre di Cassie per attirare la ragazza in una trappola. Aiutata da Olympian, Wonder Girl andò in battaglia, venendo costretta dal fratello a combattere. I Teen Titans, Empress, Arrowette e Wonder Woman si fecero avanti per aiutare. Dopo che Bloody Mary fu uccisa dal killer dei Nuovi Dei, Ercole fu liberato dal suo incantesimo e immediatamente salvò Wonder Girl dal rapimento in serbo per lei da parte delle Furie. Ercole se ne andò dopo aver rivelato di essere un semi-dio e che Zeus lo liberò per evitare il “Grande Disastro”, dopo di che se ne andò per fare certi “lavori”.
La serie termina con Cassie che si riconcilia con Wonder Woman, che disse alla giovane che era ormai diventata la sua donna.
Cassie fu poi attaccata da suo nipote Lycus, il figlio di Ares. Tentò di prenderle il titolo come avatar di Ares, insieme ai poteri. Anche se riuscì a rubare i poteri di Cassie derivanti da Ares, Cassie scoprì di non averne più bisogno poiché era stata benedetta con dei veri super poteri dagli dei e che la sua volontà aveva portato in superficie. Ora, Cassie possedeva un alto livello di super forza da sé.
Robin ultimamente prese la decisione di lasciare i Teen Titans per un indeterminato periodo di tempo dopo Batman R.I.P., lasciando a Cassie la responsabilità di assemblare e guidare la nuova squadra. Dopo un infruttuoso tentativo di fare reclutare nuovi giovani metaumani da Kid Devil, come Klarion, Cavaliere splendente, e i membri più giovani della Justice Society of America, Cassie riuscì a portare in squadra altri tre nuovi Titans: Static, Aquagirl e Kid Eternity. L'abilità di Kid Eternity di evocare gli spiriti dei defunti, fece sì che Cassie venisse presa da una momentanea idea di fargli evocare lo spirito di Conner. Eppure, decise di non farlo, dicendo ad Eternity di non consentire mai alla sua richiesta, anche se si fosse inginocchiata.
Qualche mese più tardi, tra Crisi finale e La notte più profonda, Cassie fu messa al corrente della resurrezione di Conner per mano di Brainiac 5. Nonostante lo abbia rivisto brevemente dopo il suo ritorno, Cassie decise di aspettare, finché Martha Kent, che ora ospitava Conner nella fattoria, non la invitò per cena, essenzialmente permettendo ai due di avere una specie di appuntamento. Scettica inizialmente e temendo una fine alla Lana Lang, praticamente dimenticata e rimpiazzata in quanto Conner si trasferì definitivamente a Smallville e si fece un nuovo gruppo di amici, fu toccata nel profondo quando Conner le si aprì confidandole i suoi sogni e le sue paure riguardanti la loro futura vita insieme, e così decise di raccontargli di ciò che accadde con Tim Drake. Conner la perdonò velocemente, dicendole che anche se lei lo amava, non poteva sapere della sua resurrezione nell'immediata fine della Crisi infinita, e che quindi non aveva nulla di cui sentirsi in colpa. Felicemente, Cassie accettò di ricominciare la loro relazione.
A causa di responsabilità personali, né Conner né Bart ritornarono ai Teen Titans, anche se Wonder Girl continuava a fare da capo. Tuttavia, dopo la scomparsa di Kid Devil, Cassie cominciò a mettere in dubbio la sua guida e a commettere a errori. Durante una pesante battaglia contro Cinderblock nel centro di San Francisco, Wonder Girl si rifiutò di lasciare che la sua squadra attaccasse direttamente il criminale, causando una distruzione di massa in quell'area. Gli eroi continuarono con il loro punto di stallo invano finché non giunse Beast Boy che prese il comando della squadra, portandola alla vittoria. Dopo la battaglia, Beast Boy disse a Cassie che avrebbe dovuto smetterla di soffermarsi sulla morte di Kid Devil o altre persone innocenti sarebbero state messe in pericolo, cosa che lei non prese bene.
Qualche giorno dopo, Beast Boy prese la decisione di prendere la guida della squadra e rimpiazzare Cassie come capo, dichiarando che avevano bisogno di un leader con maggiore esperienza per ritornare in pista. Anche se inizialmente Cassie non disse nulla in proposito, si arrabbiò con Garfield e gli disse che nessuno aveva bisogno del suo aiuto, e che poteva benissimo guidare la squadra da sola. Beast Boy rispose semplicemente che i Teen Titans avevano bisogno di aiuto, e che tutti, incluso Cyborg, erano d'accordo.

### La notte più profonda
Durante gli eventi di La notte più profonda, Cassie si unì a Kid Flash e a Beast Boy come parte di un piccolo gruppo di Titans passati e presenti che si radunarono alla Titans Tower. Mancando di assistenza da parte di Static, Miss Martian, Blue Beetle, Bombshell e Aquagirl (ognuno di cui stava presumibilmente difendendo la propria città), la squadra sopravvisse a malapena ad un assalto.
Dopo che Dawn Granger utilizzò le sue abilità per distruggere le Lanterne Nere, Cassie e gli altri viaggiarono fino a Coast City al fine di aiutare Barry Allen e Hal Jordan nella loro battaglia contro Nekron, leader del Corpo delle Lanterne Nere. Per l'orrore degli eroi radunatisi, Nekron utilizzò le sue abilità per trasformare numerosi eroi morti da tempo in Lanterne Nere, inclusi Superboy, Kid Flash, Donna, e Wonder Woman. Nella battaglia che ne conseguì, Cassie rimase uccisa quando Donna Troy le strappò violentemente il cuore. Tuttavia, si scoprì che l'intera battaglia era uno stratagemma mentale di Afrodite, e Cassie fu mostrata del tutto viva. Quando il Conner Lanterna Nera la attaccò, mentre tentava comunque di liberarsi del controllo dell'anello nero, Conner riuscì a liberarsene in brevi momenti in cui avvertì Cassie sulla soluzione per liberarlo dal suo anello. La battaglia si spostò nella fortezza, quando Cassie capì a cosa si stava riferendo Conner quando disse loro di dirigersi verso il proprio cadavere nella Fortezza della Solitudine, piazzato lì in attesa della resurrezione in Legione dei 3 mondi. L'Anello Nero, confuso, lasciò il Conner vivo e tentò di attaccarsi al suo cadavere, ma Conner utilizzò il suo respiro artico per congelarlo e Cassie lo lanciò nello spazio. Dopo essersi riconciliati, il trio si diresse a Coast City per la battaglia contro l'armata di Nekron.

### Il ritorno di Conner
Dopo questa vicenda, Cassie viaggiò fino a New York per parlare con Cyborg a proposito delle affermazioni di Beast Boy. Lui le assicurò che era perfettamente in grado di guidare la squadra, così Cassie ritornò nella squadra e ammise che era troppo avvilita per Conner e Eddie. Quindi guidò la squadra fino alla città di Dakota al fine di salvare Static, che fu rapito da un gangster super umano di nome Holocaust. Dopo aver sentito di una battaglia tra Static e Holocaust nel centro di Dakota, Cassie giunse insieme a Bombshelle e Aquagirl. Le tre eroine furono facilmente sconfitte e catturate da Holocaust, che le informò che il suo piano era quello di ucciderle e fare dei loro poteri delle armi da poter vendere. Beast Boy e gli altri Titans arrivarono al campo di concentramento per salvare i propri compagni, ma anche loro furono sconfitti. All'ultimo momento, Cyborg irruppe nel campo con Superboy e Kid Flash, preparandosi a salvare i suoi amici. Cassie fu liberata, e aiutò Superboy a trattenere Holocaust mentre gli altri Titans scappavano. Nella battaglia finale, Cassie utilizzò il suo lazzo per legare il criminale, permettendo a Kid Flash di finirlo facendolo crollare nel nucleo più interno della Terra (anche se grazie alla sua resistenza super umana, Static affermò che il nucleo non lo avrebbe ucciso). Sull'aereo diretto verso casa, Conner rimarcò che sembrava che Cassie lo stesse evitando, e lei semplicemente rispose dicendogli che era così.
Cassie poi viaggiò fino a Gotham City insieme a numerosi dei suoi compagni dopo che Ra's al Ghul cominciò a prendere di mira le persone intorno a Tim Drake. Tentò di salvare Barbara Gordon dai membri della Lega degli Assassini, ma giunse solo per scoprire che la donna aveva già sconfitto i suoi assalitori.
Durante gli eventi di Nel giorno più splendente, Cassie si dovette battere contro il Titan di recente resurrezione di nome Osiride quando questi giunse alla Titans Tower, cercando aiuto dai suoi vecchi compagni di squadra. Cassie cercò di convincere Osiride a costituirsi alla polizia per aver ucciso il Persuasore in 52, ma lui furioso la scaraventò da parte e fuggì prima che la ragazza potesse avvertire le autorità. Blue Beetle chiese ai Titans di seguirlo, ma Cassie replicò affermando che il giovane sarebbe ritornato, e chiese retoricamente “da chi altro potrebbe andare?”.
Dopo una disastrosa missione in un'altra dimensione per salvare Raven, i Titans si lacerarono. Miss Martian entrò in coma, Static fu temporaneamente senza poteri, e Bombshell e Aquagirl erano scomparse e si presumeva che fossero morte in mare. Nonostante avesse chiesto a Static di restare, Wonder Girl si ritrovò con una lista di Titans che comprendevano sé stessa, Superboy, Kid Flash, Raven e Beast Boy. Poco tempo dopo, i Titans salvarono Bombshell e Aquagirl, che erano state entrambe rimosse dalla squadra da Cassie. Quando le fu chiesto di questo cambio di idee (così come della successiva scelta di reinvitare l'instabile Rose Wilson nella squadra), Cassie affermò che la morte di Kid Devil l'aveva costretta a capire che i giovani eroi senza esperienza non avevano spazio nel gruppo. Allo stesso tempo, ammise a Conner che stava avendo dei problemi a riconciliare la sua conoscenza come guida con la paura di perderlo di nuovo.

### Auto conclusivo
Nel gennaio 2011, a Wonder Girl fu dato un'auto conclusivo scritto da JT Krul, illustrato da Adriana Melo e con copertine di Nicola Scott.

### The New 52
Dopo il rilancio del 2011 delle pubblicazioni DC Comics, fu introdotta una nuova Cassie Sandsmark nella serie Teen Titans. Questa versione di Cassie cominciò come una ladra adolescente che rubò un paio di braccialetti incantanti da un tempio prima di incontrare Red Robin. Questa Cassie odiava essere chiamata “Wonder Girl”.

## Poteri e abilità
Cassandra ricevette originariamente i suoi poteri da alcuni artefatti mistici impiegati da Artemide durante il suo periodo come Wonder Woman. Questi includevano i Guanti di Atlante e i Sandali di Ermes, che le permettevano rispettivamente di volare e di avere la super forza. Le furono donati poteri simili a quelli di Wonder Woman ma di livello di potenza inferiore.
Poco dopo essere entrata nei Teen Titans, Ares la avvicinò e le diede il suo Lazzo magico. A differenza del Lazzo magico di Wonder Woman, l'arma di Cassandra è un'arma che incanala il lampo di Zeus quando si arrabbia. Quando gli dei greci lasciarono il piano mortale come risultato degli eventi di Crisi infinita, si portarono con loro i poteri della ragazza, e Ares le offrì di restituirglieli dicendole che sarebbe stata “più potente di quanto sia mai stata”. Ciò che questo comportò non fu pienamente chiaro, ma sembrò che Cassie riottenne i suoi pieni poteri e abilità. In una storia ambientata in “Un Anno Dopo”, Cassie fu mostrata mentre afferrava un jet in caduta libera, cosa che fu sorpresa di poter fare. Anche se non è potente come la sua mentore Wonder Woman o della potente guerriera Big Barda, Cassie è una donna molto potente. Cassadra essendo allieva di Wonder Woman, è anche una esperta nel combattimento corpo a corpo e nell'uso delle armi bianche.

### Altre versioni
Cassie giocò un ruolo fondamentale nel n. 54 della serie a fumetti Teen Titans Go!. Era il capo del fan club di Wonder Woman della sua scuola e tentò ripetutamente di fare sì che la supereroina visitasse la scuola. La sua ossessione la portò a rubare due artefatti mistici che le donò i suoi super poteri, dopo di che fece irruzione in un torneo atletico sull'Isola Paradiso. Questo evento fu messo in scena di Donna Troy per vedere quale delle giovani eroine del mondo sarebbe stata in grado di sostituirla come partner di Wonder Woman. Cassie inizialmente volle sconfiggere Donna Troy in un confronto uno contro uno, ma finì per arrestare l'avanzata del criminale sottomarino Trident. Alla fine del numero, Donna offrì a Cassie la possibilità di entrare nel programma di addestramento globale dei Titans, una volta che sua madre avesse finito di tenerla in punizione per aver rubato gli artefatti.
Ebbe una breve comparsa nel n. 55, picchiando Cyborg in un sogno.
Cassie ebbe un ruolo ricorrente in Tiny Titans, di Art Baltazar e Franco Aureliani.

## Altri media

### Televisione
- Wonder Girl comparve per la prima volta nell'episodio "Felice anno nuovo" della serie animata Young Justice Invasion[55]. Fu presentata come membro della squadra Beta del gruppo insieme a Batgirl quando comparvero per la prima volta per fermare Lobo che aveva preso di mira il Segretario Generale delle Nazioni Unite Tseng (che era in realtà un alieno sotto copertura). In "L'esplosione", Wonder Girl e la sua mentore, Wonder Woman, furono parte della squadra Delta durante la missione per fermare i Kroloteani su Malina Island. Furono chiamate come rinforzi quando i nemici stavano per ritirarsi, ed entrambe presero numerosi Mechs. Quando vennero a sapere che la base stava per esplodere, presero Aquaman e Lagoon Boy e si ritirarono nella Bio-Nave. In "Missione alfa" a bordo della Bio-Nave sulla via per una missione in Bialya con Miss Martian, Bumblebee e Batgirl, Wonder Girl fu informata da Nightwing, anche se sapeva già quali fossero i dettagli della missione. Rise con le altre ragazze dopo che Batgirl richiamò Nightwing sul perché doveva giustificarsi per aver scelto una squadra di sole donne. Wonder Girl si arrabbiò quando Miss Martian le diede istruzioni di rimanere indietro mentre loro si infiltravano nella base. Dopo aver brevemente protestato, accettò di seguire ciò che le fu detto. Wonder Girl guardò le sue compagne entrare nella base prima di individuare un camion che trasportava Mammoth, Icicle Jr., Devastation, Shimmer e Psimon, che si pensava che fosse in ospedale. Capendo che non poteva intercettare le sue compagne senza che Psimon sapesse che si trovavano lì, dovette avvertirle entrando nella base anche lei. Dopo aver trovato Miss Martian dovette avvertire anche le altre, ma fu scoperta da Devastation, che la inchiodò a terra. Si batté con lei e altri soldati bialyani, e riuscì infine a raggiungere il punto d'incontro. Furono poi raggiunte da Bumblebee, che le mise al corrente della cattura di Batgirl. Si prepararono a liberare lei e gli altri ostaggi. Wonder Girl rimase indietro mentre le altre liberavano Batgirl, e aprì un portale in cui Batgirl poté fare entrare un aeroplano che potesse contenere tutti e fare sì che Devastation non potesse raggiungerla. Sfortunatamente, l'aeroplano fu danneggiato, e senza ali cadde alla fine di un burrone, verso la fine della corsa. Wonder Girl tentò di sollevarlo, ma era troppo pesante: la Bio-Nave li salvò entrambi. In "Abissi" Cassie fu uno dei membri dei Titans, passati e presenti, che portò il lutto dopo che le fu detto della morte di Artemide. In "Una nuova identità" Cassie fu presente alla festa nuziale di Raquel Ervin con gli altri membri femminili della Justice League e dei Titans. Dopo che la festa fu interrotta da una rapina con una macchina corazzata a parte di Capitan Cold, che Cassie vide sconfitto.

### Film
- Wonder Girl compare in cameo nei film d'animazione Justice League: Il trono di Atlantide (2015) e Scooby-Doo! e il mistero del wrestling (2014).
- Cassie Sandsmark, alias Wonder Girl, compare ufficialmente nel film d'animazione Batman and Superman: Battle of the Super Sons (2022).

### Videogiochi
- Cassandra Sandsmark/Wonder Girl compare in DC Universe Online, doppiata in originale da Mindy Raymond.

### Webcast
- Cassandra Sandsmark/Wonder Girl compare come personaggio ricorrente nel serial webcast "Wonder Woman: Champion of Themyscira" della Pendant Production.